# Catherine Atkinson
Catherine Atkinson est une personnalité politique britannique, membre du Parti travailliste. Elle est députée de Derby North depuis 2024.
Elle est avocate et présidente de la Society of Labour Lawyers.

## Biographie

### Carrière professionnelle
Catherine Atkinson est avocate et présidente de la Society of Labour Lawyers.

### Carrière politique
Catherine Atkinson, candidate en 2017 et 2019 sans succès, est élue députée de Derby North en 2024 avec 18 619 voix, succédant à Margaret Beckett,,.